# Priscila Navarro
Priscila Laura Navarro Navarro (Huánuco, Perú, 27 de abril de 1994) es una pianista peruana canadiense. Fue  considerada como una de las mejores pianistas peruanas en 2019.

## Biografía
Priscila Navarro nació en Huánuco, Perú, a los 5 años comenzó a practicar sus primeras notas en un teclado que había recibido como regalo de Navidad. 
A los 9 años se mudó a Lima y comenzó sus estudios en  la  Universidad Nacional de Música del Perú (ex Conservatorio Nacional de Música) con la profesora Lydia Hung Wong, de quién recibió los fundamentos en el piano.  Debido a su talento, fue becada en múltiples oportunidades, obteniendo el primer premio en el nivel preuniversitario del entonces Conservatorio Nacional de Música, debutando  como solitsta con la Orquesta Sinfónica Nacional del Perú a los 11 años.
Buscando una oportunidad de estudios en el extranjero para su estudiante, Lydia Hung estableció el contacto entre Priscila y Michael Baron, director de Keyboard Studies en la Florida Gulf Coast University. Navarro sería admitida con una beca completa para estudiar el Bachelor of Music Performance en la Bower School of Music en la Florida Gulf Coast University. Luego de comenzados sus estudios con Michael Baron, Priscila ganó la primera edición del Concurso Chopin edición Sudamérica el 2011. El 2013, debuta en el Carnegie Hall luego de ganar el International Chopin Competition in Texas. El 2015 obtuvo el título de Bachiller en Artes en interpretación musical. Su excelente desempeño como estudiante en FGCU, abrió una oportunidad para otros pianistas peruanos y sudamericanos, comenzando así una larga relación entre el estudio de piano de Michael Baron y muchos jóvenes pianistas sudamericanos quienes han tenido la oportunidad de estudiar música en la Bower School of Music de la  Florida Gulf Coast University.
Obtuvo su doctorado en Keyboard Performance and Pedagogy (2021) en la Frost School of Music de la  University of Miami donde obtuvo una Maestría en Música (2017) con Santiago Rodríguez, luego un Artistic Diploma (2017) con Kevin Kenner y finalmente el DMA con Santiago Rodríguez y Naoko Takao, miembro del Artist Launch Program de Frost School Music el 2021.

## Carrera Internacional
Priscila Navarro es la primera pianista peruana en participar y ganar de forma constante concursos internacionales de piano. Entre ellos se encuentran el 10th International Chopin Competition of Texas (2012), Beethoven Sonata Competition in Memphis (2013), International Liszt-Garrison Competition (2014), Artist Series of Sarasota Piano Competition (2015), Imola City Awards, Italy (2017), Gina Bachauer Competition (2018, semifinalista), International Piano Competition city of Vigo "Argerich Edition" (2019, premio especial Bach), Heida Hermanns International Competition (2019) y  el Artist Launch de Frost School of Music (2021).